# School Days (水尾ろむの漫画)
『School Days』（スクール・デイズ）は、水尾ろむによる日本の漫画作品。単行本は全1巻。

## 概要
1話完結方式の学園漫画で、作中の随所に性描写が多い。
本作は作者の3冊目の単行本化された作品である。ヒット出版社の単行本のあとがきにて、作者自身は「学生時代はいい思い出がないが、"学校"という空間はすごく好きで、明るいものからせつないものまで幅広くネタが尽きない」と記述している。

## あらすじ
第1話・『愛のかたち 心のゆくえ』
女子生徒のかおるは、教師である宇野に対して強気な態度をとっているが、2人きりのときは肉体関係に浸っていた…。
第2話・『ふたりの秘密』
貧血で体調を崩し保健室で寝ていた沙織の様子を見に来た先輩。保健室の先生は出張でおらず、そこで2人は性行為をはじめ…。
第3話・『とれじゃー☆はんと』
校庭の隅にあるお社の下に宝が埋まっていると知った理沙は、後輩の船戸・木下・留奈とともに夜間校舎に忍び込む。理沙は船戸・木下をこき使いお社の前に穴を掘らせる。しかし、穴を掘っていた2人は眩暈に陥り、理沙と留奈を襲い性交トリップになり…。
第4話・『-片恋-』（かたこひ）
クラスの人気者の男子生徒・冴木に思いを寄せる女子生徒・篠原は、告白できず彼を思いながら自慰行為の日々を送っていた。ある日、自慰だけでは足りず夜の路地裏で通りすがりの男2人に援助交際を持ちかけ3Pになり、せつない複雑な思いをしながら行為に浸り…。
第5話・『I Remember…』
男子生徒・柳瀬は、転校していった女子生徒・川原なおみのことが忘れられずに窓の外を眺めていた。1ヶ月前、転校してきたなおみは、父親の仕事の都合で1ヶ月の間だけ柳瀬のクラスに在学となった。そこから付き合い始めた2人は別れの思い出に肉体関係を持つが…。
第6話・『迷える仔羊』
中間テスト前のある日、男子生徒・三上は職員室に乗り込み答案用紙を盗み出すが、そこで女教師・あゆみに見つかり、そこで三上は口止めしようとあゆみを強姦し…。
第7話・『夏の幻』
季節は夏。部室で見知らぬ男子生徒に絵のモデルを指名された女子生徒は、男子生徒に「絵を描くにはモデルのことをよく知らなければ」という名目で、服を脱がし裸にし、そこから性行為に浸り…。
第8話・『プレゼント-Dear My Lover-』
女子生徒の晶は、男子生徒の徹に誕生日にプレゼントは何がいいかと訊いてきた。徹は「晶ちゃん」と答えたが…。
第9話・『SECRET-秘密-』
「貴方と私だけの秘密」といいながら男女2人で肉体関係にいたる。しかし…
第10話・『お姫様争奪戦!!』
とある学園の文科系部活組合と体育会系運動連合会は、活動予算をめぐる戦国時代の真っ只中であった。学園理事長の息女・伊集院桜子の御機嫌一つで活動予算は思いのままとされ、文科系部活組合の元締めで化学実験同好会の部長・倉田はそのために彼女をもてなそうとする。しかしそこで運動連合会の元締めで柔道部の部長である横山は、桜子を蹂躙し…。

## 登場人物

### 第1話
かおる
女子生徒。宇野に対して本人の前で苗字で呼び捨てにするなど強気な態度を取っているが、2人きりのときは性行為にいたる。初めてではないらしい。
宇野雅志（うの まさし）
教師。担当教科は不明。眼鏡をかけた垂れ目、寡黙そうな表情の冴えない男と言った外見で、かおるから「鈍くさい」「ドジでマヌケで先生らしくない」と散々言われても動じない。
マミ
女子生徒。かおるの親友。

### 第2話
沙織（さおり）
先輩

## 書籍
School Days（ヒット出版社、全1巻）
- 2000年5月25日発売 ISBN 4-89465-121-1

再発行（茜新社、全1巻）
- 2004年2月10日発売 ISBN 978-4-87182-637-2